# فیونا گلسکات
فیونا گلسکات (انگلیسی: Fiona Glascott؛ زادهٔ ۲۲ نوامبر ۱۹۷۷) بازیگر اهل جمهوری ایرلند است. وی از سال ۱۹۹۸ میلادی تاکنون مشغول فعالیت بوده‌است.
از فیلم‌ها یا برنامه‌های تلویزیونی که وی در آن نقش داشته‌است، می‌توان به رزیدنت ایول، معامله، ورونیکا گرن، دوئل، تفنگدارها، آمبرسون‌های باشکوه، پوآرو، تلفات، مأموران مخفی، آپارتمان ۱۴۳، آدمکشان میدسامر، محاصره جیدویل، جانوران شگفت‌انگیز: جنایات گریندل‌والد، این پدر من است و بروکلین اشاره کرد.